# Pirgo (città antica)
Pirgo (in greco antico: Πύργος?) è stato un forte dell'Epiro posto nei pressi dell'estuario dell'antico fiume Kalamas. Il forte troneggiava probabilmente sull'antica città di Torone, citata da Tucidide (V, 2). La natura militare del forte (e non abitativa) è testimoniata dal rinvenimento di una grande cisterna per la conservazione dell'acqua piovana, caratteristica dei forti. Gli scavi avvenuti durante gli anni '80 e '90 hanno portato alla luce numerosi reperti dall'età del Bronzo fino al periodo ottomano, che testimonierebbero un prolungato utilizzo del forte. Sul sito è stata costruita una torre durante la dominazione ottomana.